# Сплітські церковні собори
Сплітські церковні собори відбувались в ранньому середньовіччі в хорватському місті Спліт. Наслідки цих соборів мали велике значення для всієї території раннього Хорватського королівства.
Починаючи з 920-их років Візантійська імперія була значно ослаблена, тому імператор Романос I передав управління над Далмацією хорватському королю Томиславу I який потребував цього, щоб об'єднати церкви Хорватії та Далмації, для того щоб він міг легко інтегрувати Далмацію до свого Королівства. Ця передача повноважень підтверджується тим, що візантійський намісник Далмації не був зазначений як один із учасників в документах соборів.

## Собор 925 року

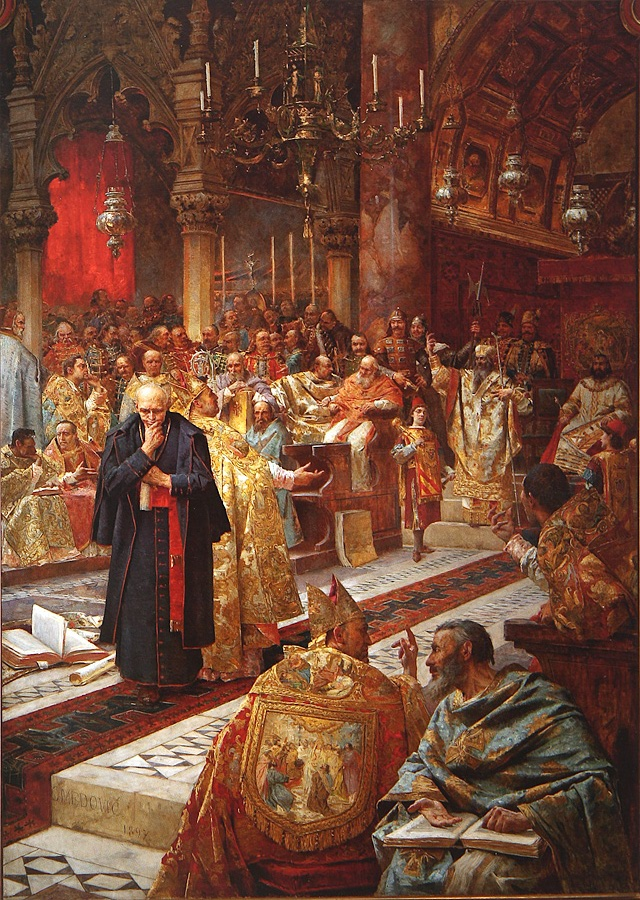
Церковний собор в Спліті — картина хорватського художника Целестіна Медовіча

Перший церковний собор у Спліті був скликаний папою Іваном X у 925 році. Основним завданням цього собору було вирішення питань церковної юрисдикції у Хорватському королівстві та викорінення слов'янської мови та глаголичної абетки з літургій.
Незадовго до початку собору, Папа Римський наказав двом своїм представникам, Іоанну, єпископу Анкони та Леону, єпископу Палестини, надати по одному листу-запрошенню кожному зі слов'янських правителів, архієпископу Сплітському та іншим далматським єпископам.
Під час засідання собору, в якому взяли участь хорватський король Томислав I, князь Михайло Загумлє та інші неназвані хорватські та сербські дворяни («Croatorum atque Serborum proceribus»), обговорювались різні церковні питання організації та дисципліни, і в кінці було прийнято 15 рішень. Найважливішим було питання про голову новоствореної церковної провінції Хорватії та Далмації. Претендентами на посаду митрополита були:
- Іоанн, архієпископ сплітський, як спадкоємець Церкви Салони нібито заснованої святим Домніусом, учнем святого Петра
- Формін, єпископ задарський, представник Задару, столиці Далмації
- Григорій, єпископ нінський, єпархія якого була найбільшою за розміром.

Перший пункт рішень собору зазначав, що «головування над новоствореною церковною провінцією буде надано церкві та місту, де лежать кістки святого Домнія», тобто архієпископу Іоанну сплітському.
Крім того, в пунктах 2, 3, 8 та 9 було зазначено, що делегати домовились щодо питання меж між окремими єпархіями та щодо питання регулювання церковного майна (пункти 4 та 5). Пункт 14 визначав, що зв'язок між християнським шлюбом та освітою священнослужителів є нерозривним, а пункт 15 регулював питання діловодства. Штрафи у разі вчинення тяжких злочинів, таких як вбивство пана, священника чи правителя, містились в пунктах 6, 7 та 13. Пункт 11 спеціально підкреслював, що єпископ нінський є єпископом-суфраганом сплітського митрополита. Пункт 10 забороняв ординацію та підвищення тих священників, які не знали латинської мови, за винятком випадків, коли в цій місцевості було недостатньо священників. Це рішення було спрямоване проти глаголицького духовенства та тих, хто служив месу слов'янською мовою, оскільки Папа Римський не знав слов'янської мови, тому боявся, що священники можуть поширювати єресь.

## Собор 928 року
Другий церковний собор у Спліті був скликаний тому, що єпископ нінський Григорій звернувся до Папи Римського, оскільки він вважав, що на першому соборі мали місце деякі порушення. А саме, Григорій думав, що архієпископа сплітського було призначено митрополитом через його репутацію та багатство, а також через зв'язки, які він мав у Римі, а не тому, що він кращий за інших кандидатів. Другий собор був скликаний у 928 році, і він відбувався під головуванням папського легата єпископа Мадальберта. Цей собор підтвердив рішення першого собору. Найважливішим рішенням, яке було прийнято на цьому соборі, було рішення про скасування нінської єпархії, «оскільки вона не мала традиції з давніх часів». Собор запропонував єпископу Григорію обрати одну з трьох вільних єпархій натомість. Пізніше він прийняв Скрадинську єпархію, як було наказано папою Левом VI. Архієпископу сплітському було надано право керувати усіма парафіями на території Хорватії. Будь-якого єпископа, який намагався зайняти територію іншого, карали. Також всі єпископів закликали підкорятися архієпископу Спліта.

## Собор 1060 року
Третій церковний собор був скликаний у Спліті в 1060 році. Учасники собору дійшли згоди що всі священники повинні знати латинську мову, хоча ні глаголиця, ні слов'янська не мають бути заборонені. Частина духовенства, переважно з островів у Кварнерській затоці, була проти цих реформ, тому вони обрали свого власного єпископа, який став на їх сторону. Врешті-решт сторона, яка була за реформи, перемогла.